# Ceratosauria
A Ceratosauria vagy ceratosaurusok a theropoda dinoszauruszok egy csoportja, azok a theropodák, amelyeknek későbbi közös ősük van az alrendágnak nevet adó Ceratosaurus nemzetséggel, mint a madarakkal. A csoport pontos körülhatárolása nem történt meg, ezt a kérdést viták övezik.
Az egyik elmélet szerint a ceratosaurusokhoz tartoznak az olyan, a késő jura és a késő kréta korok közt élt theropodák, mint a Ceratosaurus, az Elaphrosaurus és az Abelisaurus, amelyeknek fosszíliáit főleg a déli féltekén találták meg.
Hagyományosan rajtuk kívül még a ceratosaurusokhoz sorolják a kora jura korig élt Coelophysoidea öregcsaládot (Coelophysis, Dilophosaurus stb.), ami sokkal korábbi elválást feltételez a többi theropodától, mint azok az újabb elméletek, melyek szerint a coelophysoidák nem alkottak egy kládot más ceratosaurusokkal, azaz nem is szabad közéjük sorolni őket.

## Taxonómiájuk
A Coelophysoidea nélkül:
- Alrendág Ceratosauria
  - Chuandongocoelurus
  - Elaphrosaurus
  -  ?Lukousaurus
  - Család Ceratosauridae
    - Ceratosaurus
    - Genyodectes

  - Öregcsalád Abelisauroidea
    - Genusaurus
    - Ozraptor
    - Spinostropheus
    - Tarascosaurus
    - Család Abelisauridae
    - Család Noasauridae